# Air Up
Air Up is een Duits bedrijf dat een drinkflessensysteem ontwikkeld heeft dat drinkwater door middel van geur van smaak voorziet. Het bedrijf werd in 2018 opgericht door vijf studenten en is gevestigd in München.  

## Geschiedenis
Een eerste prototype van de Air Up – een hervulbare fles waarin drinkwater alleen door geur kan worden gearomatiseerd – werd 2016 door de studenten industriële vormgeving Lena Jüngst en Tim Jäger ontwikkeld. Het idee achter het product is dat tachtig procent van de smaakperceptie van een persoon wordt bepaald door geur.
Met nog drie medestudenten besloten Jüngst en Jäger het prototype door te ontwikkelen naar een commercieel product en dat via een start-up op de markt te brengen. Het bedrijf werd in 2018 opgericht en in de zomer van 2019 werd de drinkfles in Duitsland gelanceerd met vijf verschillende smaken. Sinds eind 2020 zijn de producten van Air Up ook beschikbaar op de Nederlandse en Belgische markt. Naast de flessen zijn er voor de Air Up fles losse geurpods beschikbaar met allerlei verschillende smaken. De productie van de smaakcapsules gebeurt bij Euro Caps in Nederland, de drinkflessen laat Air Up in Oostenrijk maken.
Eind 2021 had Air Up meer dan een miljoen drinkflessen verkocht en haalde het bedrijf 67,8 miljoen dollar aan investeringen op over vijf financieringsrondes. Bekend is dat PepsiCo een belang in het bedrijf heeft, evenals acteur Ashton Kutcher. In 2022 werd er een omzet van 159 miljoen euro gerealiseerd.
Anno 2023 is de Air Up naar eigen zeggen verkrijgbaar in meer dan veertig landen en werken er driehonderd mensen voor het bedrijf.